# Выборгская верфь
Выборгская верфь – судостроительная верфь петровской эпохи в Выборге, существовавшая в 1710-1721 годах. На верфи строились парусно-гребные суда. 

## История

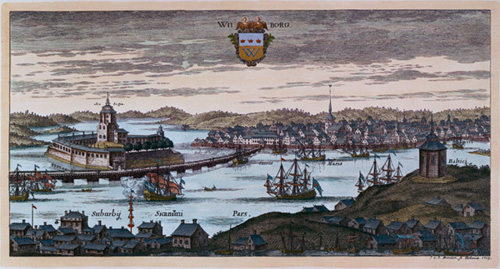
Выборг в 1709 году

В июне 1710 года, во время Северной войны, Выборг был взят у шведов русскими войсками и флотом, а по Ништадтскому мирному договору 1721 года город  официально стал частью Российской империи. Командующий гребным флотом шаутбенахт И.Ф. Боцис, после доклада генерал-адмиралу Ф.М. Апраксину в июле 1710 года, организовал ремонт старых и повреждённых в ходе ледового похода и осады Выборга галер, бригантин и скампавей. Он также предложил «чтоб ему строить там вновь галеры и скампавеи, прислать к нему галерных мастеров и припасы».    
28 июля 1710 года царь Пётр I указал И.Ф. Боцису изготовить в Выборге 24 галеры по 20 вёсел с каждого борта. 29 октября 1710 года в Выборг прибыл галерный мастер грек Ю. А. Русинов вместе с галерным подмастерьем греком Захарием Марковым сыном Колуеновым, которые приступил к постройке тринадцати 6-пушечных скампавей нового типа, среди которых десять имели названия: «Виктория», «Зорница», «Львица», «Орлица», «Пальма», «Солнце», «Тигра», «Триумфант», «Фама» и «Феникс», а также трёх 40-вёсельных полугалер на „турецкий манер“ «Святая Анна», «Святой Александр» и «Святой Фёдор Стратилат». 11 апреля 1711 года все суда были построены, спущены на воду и оснащены. Экипаж полугалер состоял из 250 человек, а скампавей из 150. Царь Пётр лично осмотрел качество постройки судов и остался ими доволен.
С 1719 года в Выборге стали строить конные галеры, вмещавшие по 40 лошадей. Строил эти галеры З. М. Колуенов с двумя учениками. 14 конных галер были спущены на воду к июню 1720 года, а ещё шесть в 1721 году. Все суда, построенные на Выборгской верфи, принимали участие в Северной войне. С завершением боевых действий деятельность верфи остановилась. В дальнейшем судостроением в Выборге занимались и другие предприятия (такие, как Выборгский механический завод и Выборгский судостроительный завод).